# Marc Oliver Rieger
Marc Oliver Rieger (geboren am 22. September 1974) ist ein deutscher Mathematiker und Finanzprofessor. Seine Forschungsgebiete umfassen Behavioral Finance, Entscheidungstheorie, z. B. das Sankt-Petersburg-Paradoxon, Spieltheorie, Finanzderivate und Variationsrechnung. Zusammen mit Thorsten Hens und Mei Wang ist er einer der Autoren des INTRA Survey (International Test on Risk Attitudes), mit dem Daten zu Risiko- und Zeitpräferenzen in 53 Ländern weltweit gemessen wurden. Dieser führte zu einer Reihe von Folgestudien anderer Forscher und Praktiker sowie zu Medienberichten in führenden Zeitungen Deutschlands und im Ausland.

## Leben
Rieger studierte von 1993 bis 1998 Mathematik an der Universität Konstanz und promovierte 2001 am Max-Planck-Institut für Mathematik in den Naturwissenschaften, Leipzig. Sein Doktorvater war Stefan Müller. Er arbeitete als Research Scholar und Postdoc an der Carnegie Mellon University, der Scuola Normale Superiore, der Universität Zürich und der ETH Zürich.
Rieger ist seit 2010 Professor für Banking and Finance an der Universität Trier, Deutschland, und seit 2018 Direktor des Konfuzius-Instituts der Universität Trier. Im Jahr 2018 war er außerdem Adjunct Professor an der National Chengchi University, Taipei, Taiwan, und 2019 Dozent an der Universität Zürich. Seit 2019 ist er leitendes Mitglied der Forschungsgruppe „Quantitative Finance and Risk Analysis“, und Projektleiter im Forschungscluster „Globalisierung und Re-Nationalisierung“, in beiden Fällen finanziert aus Mitteln der Forschungsinitiative des Landes Rheinland-Pfalz.

## Ausgewählte Veröffentlichungen

### INTRA Survey
- Wolfgang Breuer, Marc Oliver Rieger, & K. Can Soypak (2014) The behavioral foundations of corporate dividend policy a cross-country analysis. Journal of Banking and Finance, 42, 247–265
- Marc Oliver Rieger, Mei Wang, & Thorsten Hens (2015) Risk preferences around the world. Management Science, 61(3), 637–648
- Mei Wang, Marc O. Rieger, & Thorsten Hens (2016) How time preferences differ: Evidence from 53 countries. Journal of Economic Psychology, 52, 115–135
- Marc Oliver Rieger, Mei Wang, & Thorsten Hens (2016) Estimating cumulative prospect theory parameters from an international survey. Theory and Decision, 17, 1–30.

### Bücher
- Financial Economics: A concise Introduction to Classical and Behavioural Finance by Thorsten Hens and Marc O Rieger, Springer Verlag, Heidelberg, Deutschland, 2nd edition (2016). ISBN 978-3-662-49688-6

### Andere Themen
- Marc Oliver Rieger & Mei Wang (2006) Cumulative Prospect Theory and the St. Petersburg Paradox. Economic Theory, 28, 665–679
- Marc Oliver Rieger, Enrico De Giorgi, & Thorsten Hens (2010) Financial Market Equilibria with Cumulative Prospect Theory, Journal of Mathematical Economics, 46(5), 633–651
- Marc Oliver Rieger (2011) Co-monotonicity of optimal investments and the design of structural financial products, Finance and Stochastics, 15(1), 27–55
- Marc Oliver Rieger (2014) Evolutionary stability of prospect theory preferences, Journal of Mathematical Economics, 50, 1–11.